# Kováčovce
Kováčovce este o comună slovacă, aflată în districtul Veľký Krtíš din regiunea Banská Bystrica. Localitatea se află la altitudinea de 150 m deasupra n.m., se întinde pe o suprafață de 11,62 km2 și în 2017 număra 343 de locuitori.

## Istoric
Localitatea Kováčovce este atestată documentar din 1295.

## Demografie
| An:                | 1994 | 2004   | 2014   | 2024    |
| ------------------ | ---- | ------ | ------ | ------- |
| Număr de persoane: | 415  | 377    | 365    | 300     |
| Diferență:         |      | −9,15% | −3,18% | −17,80% |

| An:                | 2023 | 2024   |
| ------------------ | ---- | ------ |
| Număr de persoane: | 301  | 300    |
| Diferență:         |      | −0,33% |